# Günter Binge

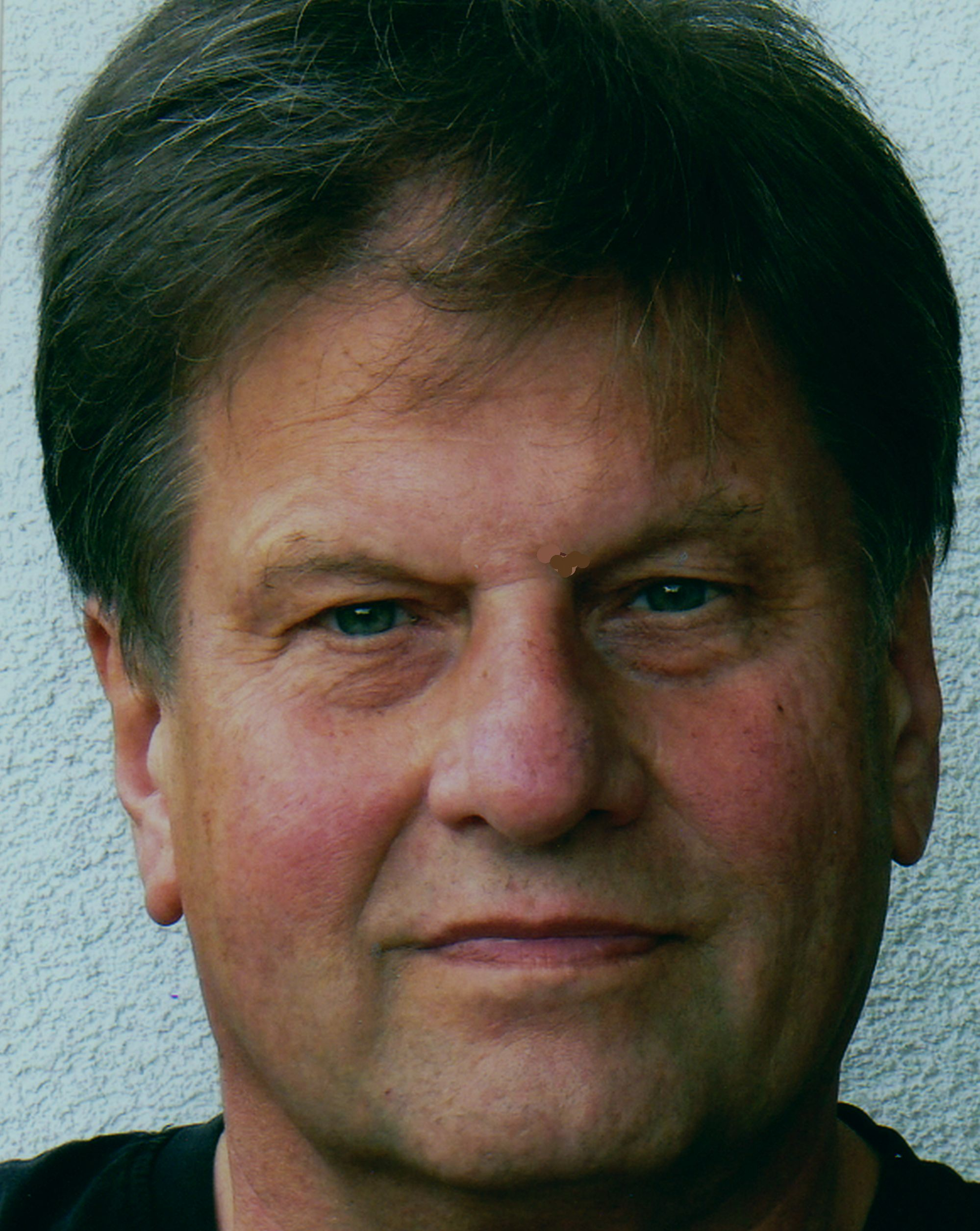
Günter Binge (2022)

Günter Binge (* 27. Februar 1947 in Hannover) ist ein deutscher Opern- und Konzertsänger, Gesangspädagoge und Hochschullehrer.

## Leben
Günter Binge studierte zunächst Schulmusik an der Musikhochschule Hannover sowie Germanistik bei Hans Mayer und nahm dann sein Gesangsstudium an der Musikhochschule Hamburg bei Naan Pöld auf. Noch während des Studiums wurde er für den Chor des Norddeutschen Rundfunk engagiert. 1974 gewann er den Gesangswettbewerb des Deutschen Tonkünstlerverbandes in Berlin für Musik des 20. Jahrhunderts.
1975 erhielt Binge ein Solo-Engagement am Theater Aachen. Dort sang er unter anderem Figaro in Rossinis Der Barbier von Sevilla, Andrei Schtschelkalow in Mussorgskis Boris Godunow oder den Minister in Beethovens Fidelio. Zwei Jahre später wechselte er an das Staatstheater Saarbrücken und sang dort Rollen wie Moruccio in Tiefland von Eugen d’Albert und Guglielmo in Mozarts Così fan tutte. Zudem gastierte er im In- und Ausland.
Binge sang in Erst- und Uraufführungen von Werken zeitgenössischer Komponisten wie zum Beispiel Hans Werner Henze, Karlheinz Stockhausen, Günter Bialas, Franz Hummel, Aribert Reimann, Ernst Helmuth Flammer oder Heinz Winbeck. Rundfunkaufnahmen erfolgten beim Westdeutschen Rundfunk, Bayerischen Rundfunk, Radio Bremen und anderen Sendern. Es liegen mehrere Schallplatten- und CD-Produktionen vor. So nahm er zum Beispiel mit Aribert Reimann als Begleiter dessen Nachtstück und Haiku II von Günter Bialas auf.
Parallel dazu wirkte er als Gesangsdozent an der Pädagogischen Hochschule Kiel und wurde 1986 als Professor an die Musikhochschule Lübeck berufen, wo er bis März 2012 lehrte. Von 1988 bis 1991 war er Rektor der Hochschule. Er arbeitete mit dem Schleswig-Holstein Musik Festival zusammen und vereinbarte mit Justus Frantz die Abhaltung der Meisterkurse des Festivals in den Räumen der Hochschule während der unterrichtsfreien Zeit. Binge leitete an der Hochschule den musikologischen Teil im Forschungsprojekt WissPro, (finanziert vom Bundesbildungsministerium) und arbeitete an Programmen für die Klanganalyse von Sängerstimmen.
Außerdem unterrichtete Binge in Meisterkursen im In- und Ausland. Er leitete Meisterkurse für Gesang an der Londoner Royal Academy of Music, in Washington und San Francisco, am Prager Konservatorium und beim Schleswig-Holstein Musik Festival 1989. Zu seinen Schülern zählen zum Beispiel Klaus Florian Vogt, Kristina Antonie Fehrs, Stephan Rügamer, Lea-Ann Dunbar, Vincenzo Neri und Gideon Poppe.
Als Intendant leitete Binge von 1991 bis 1999 im österreichischen Judenburg das Festival Judenburger Sommer. Außerdem leitete er von 1990 bis 2011 das Programm der Konzertreihe im Kloster Cismar.

## Rollenrepertoire (Auswahl)
- Guglielmo in Cosi fan tutte von Wolfgang Amadeus Mozart
- Minister in Fidelio von Ludwig van Beethoven
- Figaro in Der Barbier von Sevilla von Gioachino Rossini
- Moruccio in Tiefland von Eugen d’Albert
- Schaunar und Marcello in La Bohème von Giacomo Puccini
- Andrei Schtschelkalow in Boris Godunow von Modest Mussorgski
- Die Uhr in L’enfant et les sortilèges von Maurice Ravel
- Zweiter Fremder in Der Vetter aus Dingsda  von Eduard Künneke

## Schriften
- als Hrsg. mit Arndt Schnoor, Regina Oehlmann, Ulf Kaminski: Lübecker Liederbuch: Werke von Lübecker Komponisten für Gesang und Klavier aus drei Jahrhunderten. Verlag Junge Oper Lübeck, Lübeck 2001.

- Die Botschaft des Orpheus. Warum können uns Sängerinnen und Sänger mit ihrer Kunst buchstäblich „zu Tränen rühren“? In: Lübeckische Blätter, 167. Jhrg., Heft 11 vom 25. Mai 2002, S. 166–170. (Digitalisat)
- Schuld und Verbrechen in der Oper. In: Manfred Oehmichen, Dietrich von Engelhardt (Hrsg.), Schuld und Sühne, Verbrechen und Strafe / Guilt and atonement, crime and punishment. Schmidt-Röhmhild, Lübeck 2005, ISBN 3-7950-0330-X, S. 91–113.

## Diskografie
- Heinz Winbeck: The Complete Symphonies. Davon Sinfonie Nr. 4 mit Günter Binge, Christel Borchers, Werner Buchin, Beethoven Orchester Bonn, Konzertchor Darmstadt, Dirigent: Dennis Russel Davies (TYXart; 2019)

- Günter Bialas: Ja, ja, schrie ich ... (Haiku-Folge II). Mit Aribert Reimann, Klavier (Schallplatte, ca. 1975) OCLC 916464728
- Ernst Helmuth Flammer: Der Turmbau zu Babel. Mit u. a. Catherine Gayer (Sopran), Nordwestdeutsche Philharmonie, Chor des Norddeutschen Rundfunks, Aufnahme von 1983  (Neos; 2020)
- Stille Nacht – die schönsten Melodien zur Weihnachtszeit
- Schostakowitsch: Hebräische Gesänge, Romanzen-Suite. Mit Günter Binge, Tenor; Eva Csapò, Sopran; Anke Eggers, Alt; Horst Göbel, Klavier; Hans Maile, Violine; René Forest, Cello (Thorofon, Wedemark; 1985) DNB 351595368